# USS Nashville (CL-43)
USS Nashville (CL-43), później Prat – amerykański krążownik lekki typu Brooklyn z okresu II wojny światowej. Wodowany w 1937 roku, wszedł do służby w United States Navy w 1938 roku. Podczas wojny służył aktywnie na Pacyfiku. W 1951 roku został sprzedany Chile, po czym służył w Marynarce Chile w 1984 roku pod nazwą „Prat”.

## Budowa
Stępkę pod budowę okrętu położono 24 stycznia 1935 roku w New York Shipbuilding Corporation w Camden, New Jersey, zwodowany 2 października 1937 roku. Jego matkami chrzestnymi były panny Ann i Mildred Stahlman, wcielenie do służby krążownika odbyło się 6 czerwca 1938 roku, z komandorem Williamem W. Wilsonem jako dowódcą.

## Wczesna służba
USS „Nashville” opuścił Filadelfię 19 lipca 1938 roku, kierując się w stronę Karaibów. Na początku sierpnia okręt popłynął do Europy Północnej docierając do Cherbourga 24 sierpnia. 21 września wypłynął z Portland w Wielkiej Brytanii ze złotem wartości 25 000 000 $, docierając do Brooklyn Navy Yard 30 września i po wyładowaniu tam złota skierował się do z powrotem do Filadelfii 5 października.
Wiosną 1939 roku „Nashville” miał na swoim pokładzie amerykańskich przedstawicieli na Panamerykańską Konferencję Obronną w Rio de Janeiro, przywożąc ich z powrotem do Annapolis w Maryland 20 czerwca 1939 roku. 23 czerwca krążownik popłynął na zachód z Norfolk w Wirginii na Pacyfik przez Kanał Panamski, docierając do San Pedro w Kalifornii 16 lipca, gdzie miał pełnić służbę przez dwa lata. W lutym 1941 roku „Nashville” i trzy inne krążowniki przewiozły marines na wyspę Wake. 20 maja okręt opuścił Pearl Harbor w kierunku wschodniego wybrzeża, dopływając do Bostonu 19 czerwca w celu eskortowania konwoju z marines na Islandię.

## II wojna światowa
Pomiędzy sierpniem a grudniem 1941 roku „Nashville” stacjonował na Bermudach, by przeprowadzać neutralne patrole na środkowym Atlantyku. W momencie ataku na Pearl Harbor „Nashville” popłynął do zatoki Casco w Maine, gdzie dołączył do eskorty konwoju płynącego na Islandię. Krążownik kontynuował służbę eskortowca na Bermudy i Islandię do lutego 1942 roku.

### Rajd Doolittle’a
4 marca 1942 roku „Nashville” dołączył do USS „Hornet” u wybrzeży Wirginii, a następnie eskortował lotniskowiec do zachodniego wybrzeża Stanów Zjednoczonych przez Kanał Panamski, docierając 20 marca do San Diego. „Nashville” i „Hornet” wypłynęły z San Francisco 2 kwietnia. USS „Hornet” miał na swoim pokładzie startowym 16 średnich bombowców B-25 Mitchell pod dowództwem podpułkownika Jimmy’ego Doolittle’a z USAAF. Bombowce miały przeprowadzić tzw. rajd Doolittle’a. 13 kwietnia oba okręty spotkały się z innymi okrętami amerykańskimi pod dowództwem wiceadm. Williama F. Halseya Jr. na północ od atolu Midway, a następnie wzięły kurs w kierunku Japonii. Kiedy grupa uderzeniowa znajdowała się 1600 km od wybrzeży Japonii niszczyciele eskorty oderwały się od niej z powodu braku paliwa i z tego powodu „Nashville” i inne krążowniki oraz lotniskowce „Enterprise” i „Hornet” zwiększyły prędkość, by szybciej dotrzeć do punktu startu samolotów, oddalonego 800 km od Japonii. Następnego dnia zespół amerykański został wykryty przez japoński patrolowiec, który zameldował o obecności amerykańskiego Task Force, zanim został zatopiony przez samoloty patrolowe z USS „Enterprise”. Następnie zatopiono drugi patrolowiec ostrzałem artyleryjskim z „Nashville”, jednak atut zaskoczenia został utracony. Bombowce B-25 wystartowały 240 km przed wyznaczonym punktem startu, przy niespokojnym morzu. Natychmiast po starcie grupa uderzeniowa zawróciła i skierowała się na wschód do Honolulu. „Shangri-La” Task Force powrócił do Pearl Harbor 25 kwietnia.

### Okręt flagowy

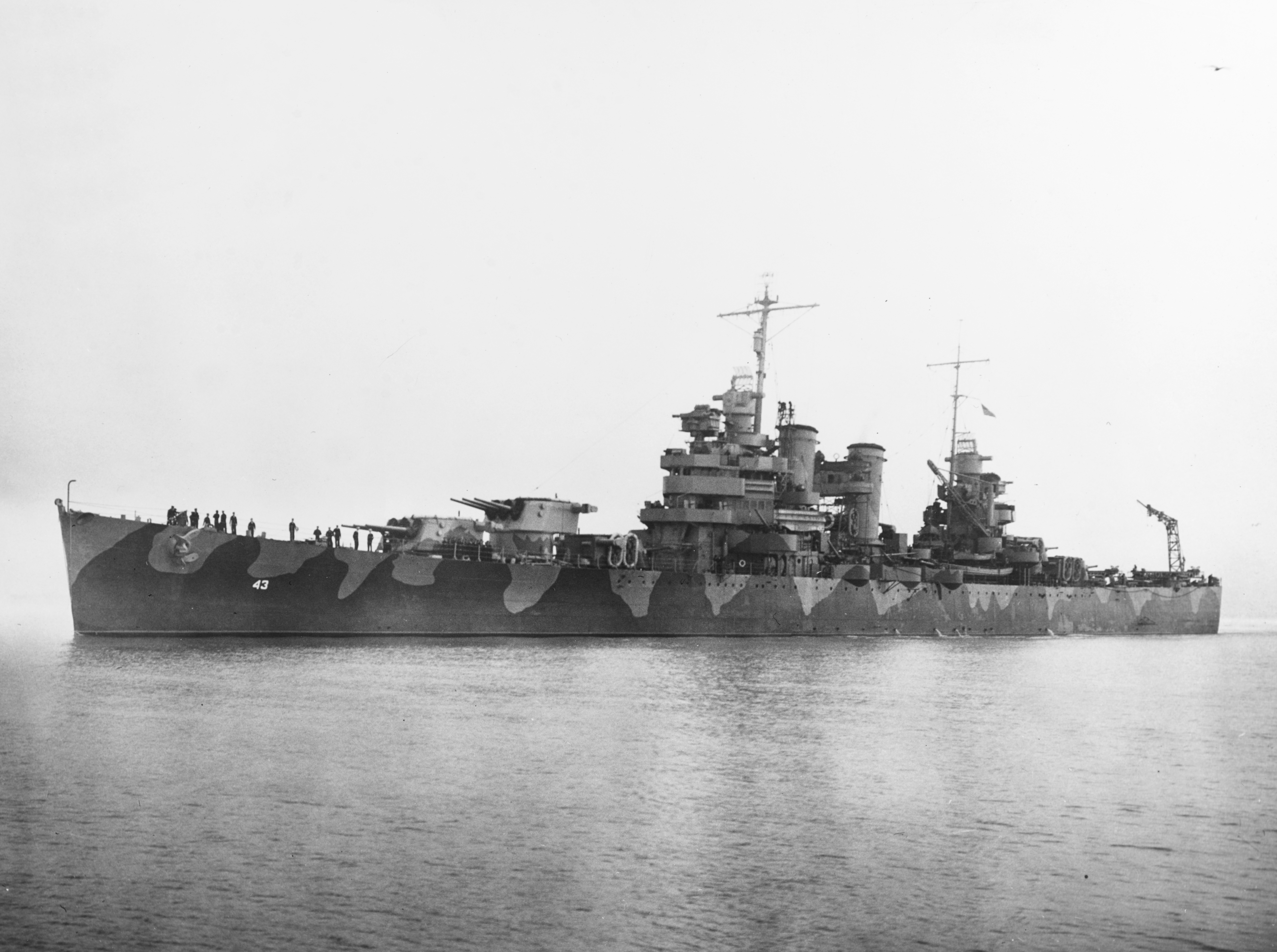
USS „Nashville” w Mare Island Naval Shipyard 1 kwietnia 1942 roku

„Nashville” opuścił Hawaje 14 maja 1942 roku i stał się okrętem flagowym Task Force 8, broniącego Alaski i Aleutów, dopływając do Dutch Harbor 26 maja. Okręt popłynął dwa dni później do miasta Kodiak, by dołączyć do innych okrętów należących do Task Force. W dniach 3–4 czerwca japońskie samoloty pokładowe zbombardowały Dutch Harbor. „Nashville” razem z okrętami towarzyszącemu mu, nie mogły nawiązać kontaktu bojowego z okrętami japońskimi z powodu gęstej mgły. Adm. Isoroku Yamamoto wycofał swoje siły dywersyjne z rejonu Wysp Aleuckich po klęsce w bitwie pod Midway. Pomimo opuszczenia przez Japończyków Aleutów zostawili oni wojska okupacyjne na wyspach Attu i Kiska. Między czerwcem a listopadem „Nashville” patrolował północny Pacyfik i brał udział w ataku na Kiska 7 sierpnia, w którym Amerykanie zadali ciężkie straty japońskim instalacjom nadbrzeżnym.
„Nashville” dotarł do Pearl Harbor 22 listopada i skierował się na południe do Fidżi 24 grudnia. W Espiritu Santo na Nowych Hebrydach krążownik stał się okrętem flagowym Task Force 67. Po eskorcie transportowców na Guadalcanal „Nashville”, "Helena" i „St. Louis” spowodowały ciężkie straty na japońskim lotnisku w Munda w nocy 4 stycznia 1943 roku. Kolejne ataki były przeprowadzane na Kolombangarze i Nowej Georgii na przestrzeni następnych miesięcy. Po ostrzelaniu lotniska w Vila na Kolombangarze w nocy 12 maja na okręcie doszło do eksplozji amunicji w jednym z dziobowych dział artyleryjskich. W wyniku eksplozji zginęło 18 ludzi, a 17 zostało rannych.
Opuszczając Espiritu Santo 22 maja „Nashville” przypłynął do Mare Island Naval Shipyard w celu dokonania napraw i modernizacji. Wypływając z San Francisco 6 sierpnia „Nashville” dotarł do Pearl Harbor 12 sierpnia, by dołączyć do grup uderzeniowych lotniskowców, które miały uderzyć na wyspy Marcus i Wake.

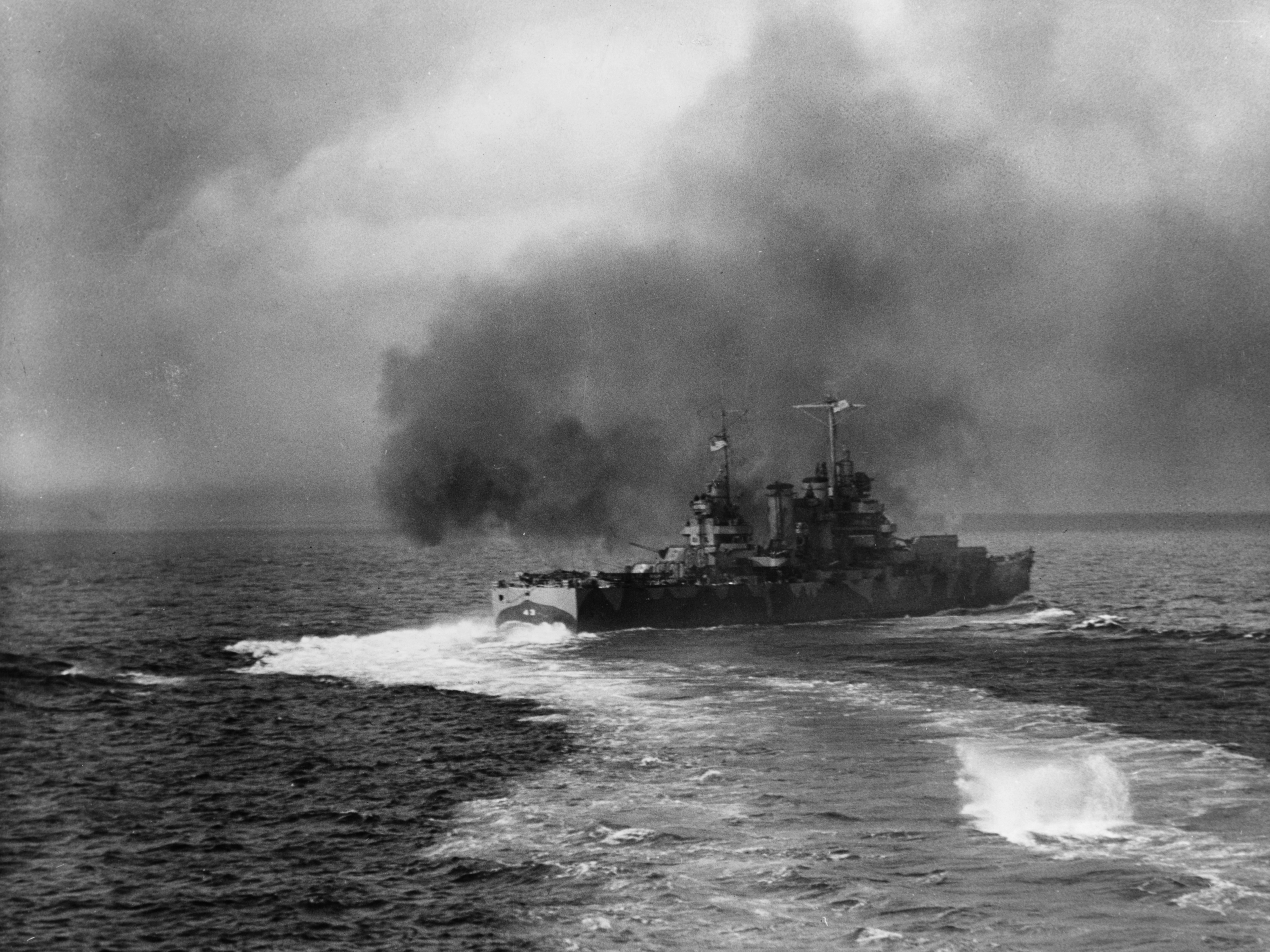
USS „Nashville” ostrzeliwujący wyspę Kiska 8 sierpnia 1942 roku

„Nashville” powrócił do Espiritu Santo 25 października i przez kolejne siedem miesięcy krążownik ostrzeliwał cele na Nowej Gwinei i Wyspach Admiralicji. „Nashville” prowadził także ostrzał artyleryjski w celu wsparcia desantów na wyspie Bougainville i przylądku Gloucester na Nowej Brytanii. Po bombardowaniu artyleryjskim wyspy Wake w dniach 21–22 kwietnia 1944 roku „Nashville” wspierał ogniem artyleryjskim i miał na swoim pokładzie gen. armii Douglasa MacArthura podczas operacji desantowych w Hollandii (ob. Jayapura), zatoce Tanahmerah i Aitape w dniach 22–23 kwietnia. 27 maja krążownik znajdował się w składzie grupy uderzeniowej ostrzeliwującej wyspę Biak w archipelagu Wysp Schoutena, gdzie 4 czerwca okręt odniósł minimalne uszkodzenia od bliskiego trafienia podczas odpierania japońskiego ataku powietrznego.
Po naprawach w Espiritu Santo „Nashville” jeszcze dwa razy miał na swoim pokładzie gen. MacArthura i jego sztab podczas inwazji na Morotai w Holenderskich Indiach Wschodnich w połowie września. Okręt miał na swoim pokładzie gen. MacArthura w czasie jego powrotu na Filipiny, wypływając w ich kierunku z wyspy Manus 16 października. Krążownik prowadził ostrzał artyleryjski, by wesprzeć desanty na wyspie Leyte 20 października i pozostawał przy wejściu do zatoki Leyte do 25 października, pilnując wojsk, które wylądowały na przyczółkach i pobliskich transportowców. Po powrocie na wyspę Manus w celu dokonania krótkich napraw „Nashville” opuścił Wyspy Admiralicji 28 listopada jako okręt flagowy dowódcy Visayan Attack Force, grupy uderzeniowej, która miała zdobyć wyspę Mindoro.

### Atak kamikaze
13 grudnia „Nashville” został trafiony przez samolot kamikaze nieopodal wyspy Negros. Samolot uderzył w jedno ze 127 mm dział artyleryjskich, a obydwie bomby eksplodowały 3 m od pokładu. Eksplozja paliwa i amunicji całkowicie zniszczyła śródokręcie krążownika. Pomimo że w wyniku eksplozji zginęło 133 marynarzy, a 190 zostało rannych, to pozostałe 127 mm działa kontynuowały ostrzał przeciwlotniczy.

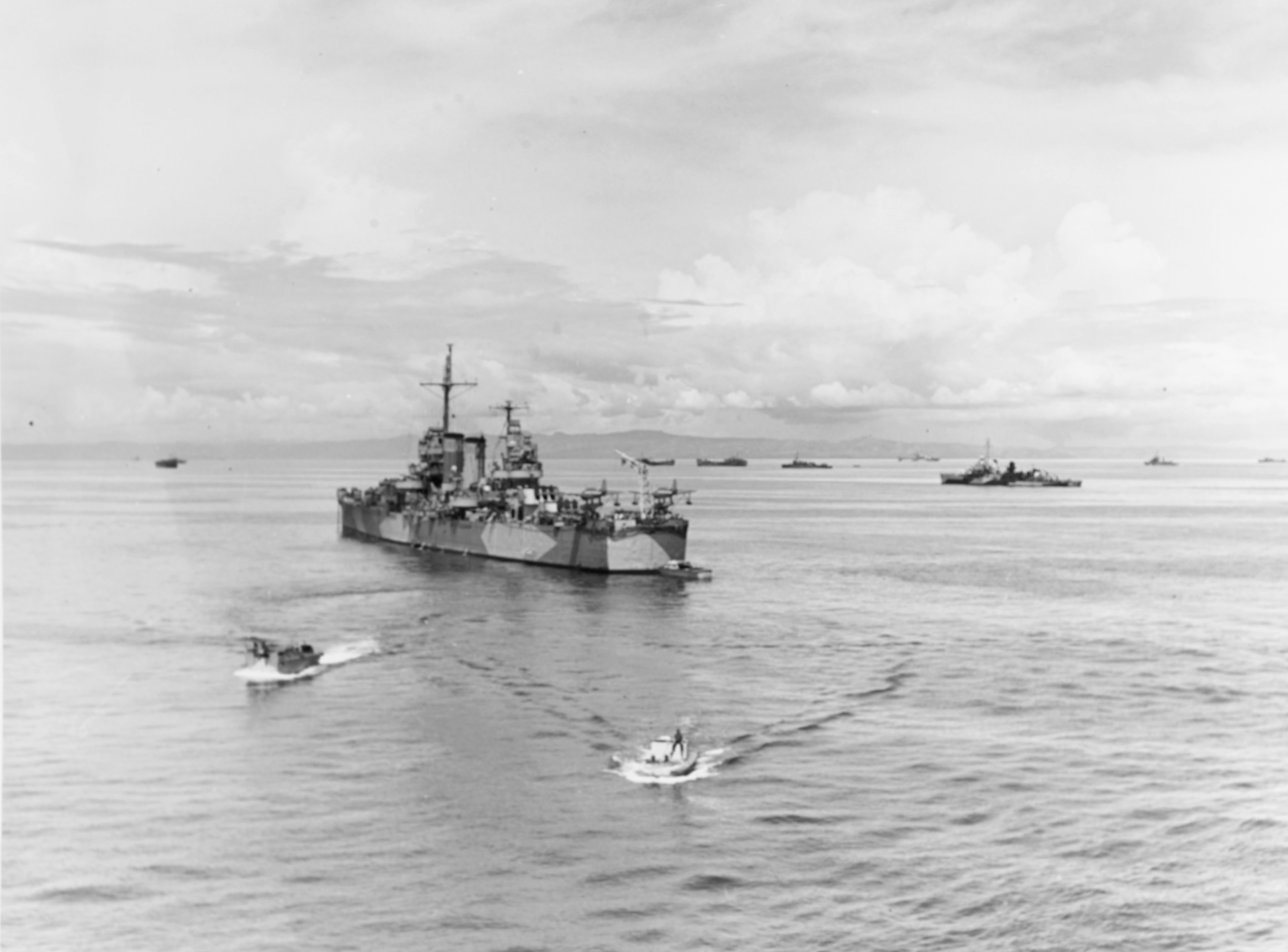
„Nashville” w pobliżu Leyte podczas inwazji na tę wyspę, 21 października 1944 roku

Dowódca grupy uderzeniowej przeniósł się na inny okręt wojenny, a „Nashville” popłynął przez zatokę San Pedro na Filipinach i Pearl Harbor do Puget Sound Naval Shipyard, docierając tam 12 stycznia 1945 roku w celu przeprowadzenia generalnego remontu. W drodze 12 marca „Nashville” wypłynął w kierunku zachodnim z San Diego 15 kwietnia po przeprowadzeniu ćwiczeń.
Po dotarciu do bazy US Navy w zatoce Subic na Filipinach 16 maja „Nashville” stał się okrętem flagowym Task Force 74. W czasie ostatnich miesięcy wojny krążownik wspierał ogniem artyleryjskim desanty w zatoce Brunei na Borneo i ochraniał lotniskowce w Cieśninie Makasarskiej w Holenderskich Indiach Wschodnich. 29 lipca „Nashville” wypłynął z zatoki Subic w celu przechwycenia japońskiego konwoju zauważonego w pobliżu Indochin, jednak akcja została wkrótce anulowana, tym samym kończąc ostatnią operację USS „Nashville” podczas wojny.

## Służba powojenna
„Nashville” wpłynął do portu w Szanghaju z dowódcą Task Force 73 na pokładzie 19 września 1945 roku. Task Force 73 ściągnął swoją flagę 17 listopada i „Nashville” popłynął w kierunku zachodniego wybrzeża Stanów Zjednoczonych z 450 powracającymi żołnierzami w ramach operacji "Magic Carpet". Biorąc ze sobą kolejnych 90 żołnierzy na Hawajach okręt dotarł do San Pedro 3 grudnia i następnie po tym natychmiast popłynął na zachód do Eniwetok i Kwajalein w celu wzięcia na pokład większej liczby żołnierzy i marines. Zbliżając się do zachodniego wybrzeża Stanów Zjednoczonych „Nashville” przyszedł z pomocą USS „St. Mary’s”, płynąc we wzburzonym morzu z awariami silnika i 1800 ludźmi na pokładzie. Krążownik wziął „St. Mary’s” na hol, holując go w bezpieczne miejsce do holowników w San Francisco 6 stycznia 1946 roku.

## Chilijska Marynarka Wojenna
„Nashville” wypłynął z San Francisco na wschód 21 stycznia 1946 roku, docierając do Philadelphia Naval Shipyard, by przeprowadzić remont przed wycofaniem go ze służby. Wycofany ze służby 24 czerwca pozostawał w rezerwie do 1950 roku. Po remoncie w Philadelphia Naval Shipyard okręt został sprzedany Chile 9 stycznia 1951 roku i służył w Armada de Chile pod nazwą „Prat”, na cześć kapitana Arturo Prata, do 1984 roku.